# Баужа, Каролис
Каролис Баужа (лит. Karolis Bauža, р.24 апреля 1987) — литовский дзюдоист, призёр чемпионатов Европы.

## Биография
Родился в 1987 году в Юрбаркасе. В 2007 году завоевал бронзовую медаль Универсиады. В 2009 году стал бронзовым призёром чемпионата Европы. В 2012 году принял участие в Олимпийских играх в Лондоне, но занял лишь 9-е место. В 2013 году вновь стал бронзовым призёром чемпионата Европы. В 2015 году опять завоевал бронзовую медаль Универсиады.